# Jean-Baptiste Carpeaux

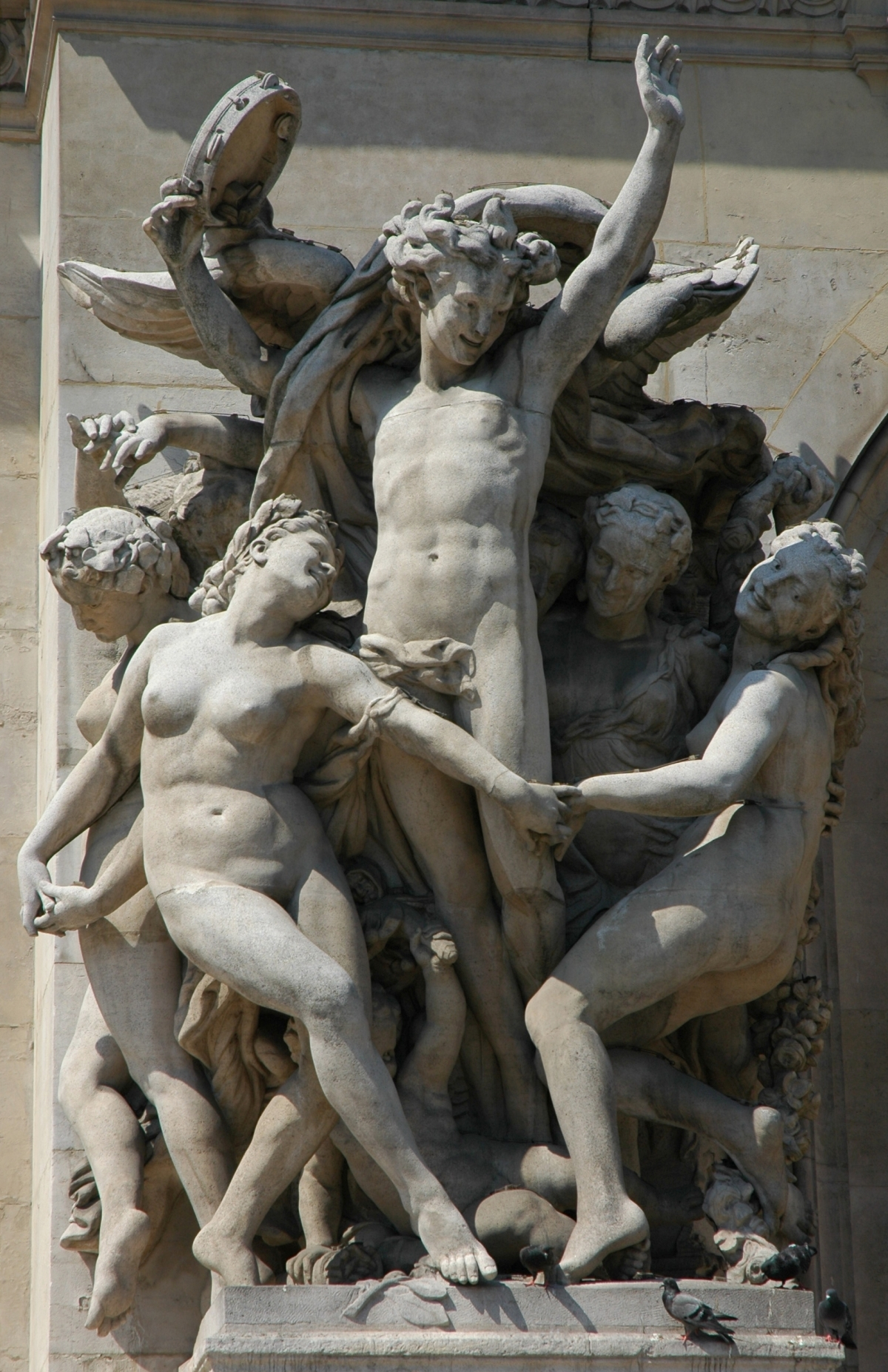
Taniec, rzeźba Jeana-Baptiste’a Carpeaux z 1869 na fasadzie Opery paryskiej

Jean-Baptiste Carpeaux (ur. 11 maja 1827 w Valenciennes, zm. 12 października 1875 w Courbevoie) – francuski  rzeźbiarz.

## Życiorys
Pochodził z rodziny rzemieślniczej, syn kamieniarza. Początkowo uczył się rzeźby w pracowni Rude'a. Podczas pobytu w Rzymie wielki wpływ wywarły na nim dzieła Michała Anioła. Po powrocie do Paryża stał się jednym z najbardziej cenionych artystów epoki. 
Wykonał wiele dekoracyjnych grup rzeźbiarskich, ale sławę przyniosła mu płaskorzeźba Taniec (1868). W 1865 Charles Garnier zamówił u Carpeaux do budowanego przez siebie opéra Garnier w Paryżu jedną z czterech rzeźb zdobiących fasadę; artysta skomponował swoje dzieło jako niezależny od ściany obraz, przechodząc od półplastycznego reliefu do pełnoplastycznej rzeźby.